# 義蒔
義蒔（?—?），一作锜畴，战国初年周威公时贤者。
西周威公问晋出公的太史屠黍，天下的国家哪个先亡。屠黍回答以晋国先亡，中山国其次，西周国再次。周威公害怕，于是优礼国家长者，礼遇重用義蒔和田邑，以史驎、赵骈为谏臣，除去苛令三十九条。